# Oleg Knorring

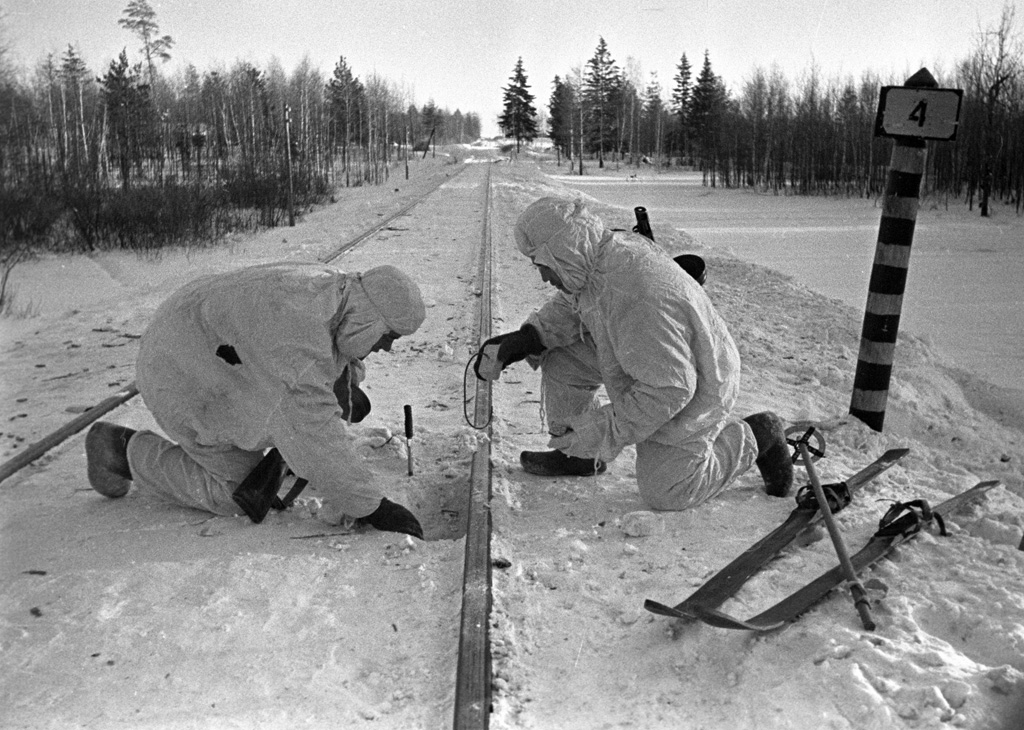
Sovětští vojáci podminovávají železniční trať poblíž Moskvy Rusko, Moskva, prosinec 1941

Oleg Knorring (1907–1968) byl ruský válečný dokumentární fotograf agentury RIA Novosti známý jako fotograf Velké vlastenecké války. Zejména fotografoval bitvu o Moskvu.

## Životopis
Oleg Knorring byl fotoreportérem od počátku třicátých let. Spolupracoval s časopisem Naši dostiženija (Naše úspěchy) i v dalších publikacích. Během Velké vlastenecké války byl fotoreportérem pro noviny Krasnaja Zvezda. Fotografoval na mnoha frontách, zejména fotografoval bitvu o Moskvu a v poválečných letech pracoval pro ilustrovaný týdeník Ogoňok. Byl vyznamenán Řádem rudé hvězdy a několika medailemi.

## RIA Novosti
Pracoval pro ruskou informační agenturu RIA Novosti, což byla státní zpravodajská agentura pro mezinárodní informace se sídlem v Moskvě. Historie agentury sahá do 24. června 1941, kdy dva dny po napadení Sovětského Svazu byla založena Sovětská informační kancelář (Советское Информационное Бюро; Совинформбюро). Byla založena usnesením vlády Sovětského svazu a ÚV KSSS. Jejím hlavním úkolem bylo přinášet informace o zahraničních vojenských událostech a o událostech v domácím životě. V jisté době byl vydáván bulletin v papírové podobě a vysílán v rádiu (od 14. října 1941 do 3. března 1942). Hlavním úkolem bylo sestavovat zprávy o situaci na frontové válečné linii, situaci na domácí frontě a v partyzánském hnutí. Dne 9. prosince 2013 podepsal ruský prezident Vladimir Putin dekret o zrušení této agentury a rozhlasové stanice Hlas Ruska a jejich sloučení do nově vzniklé agentury Rusko dnes (Rossija segodňa).

## Galerie

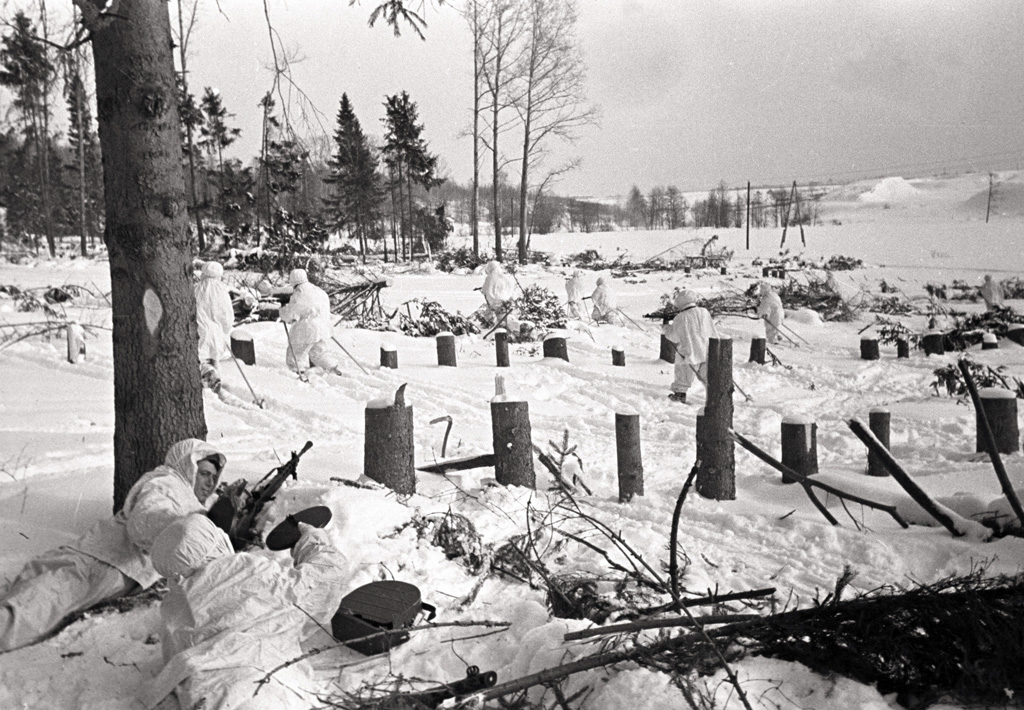
Válka v zimě, prosinec 1941
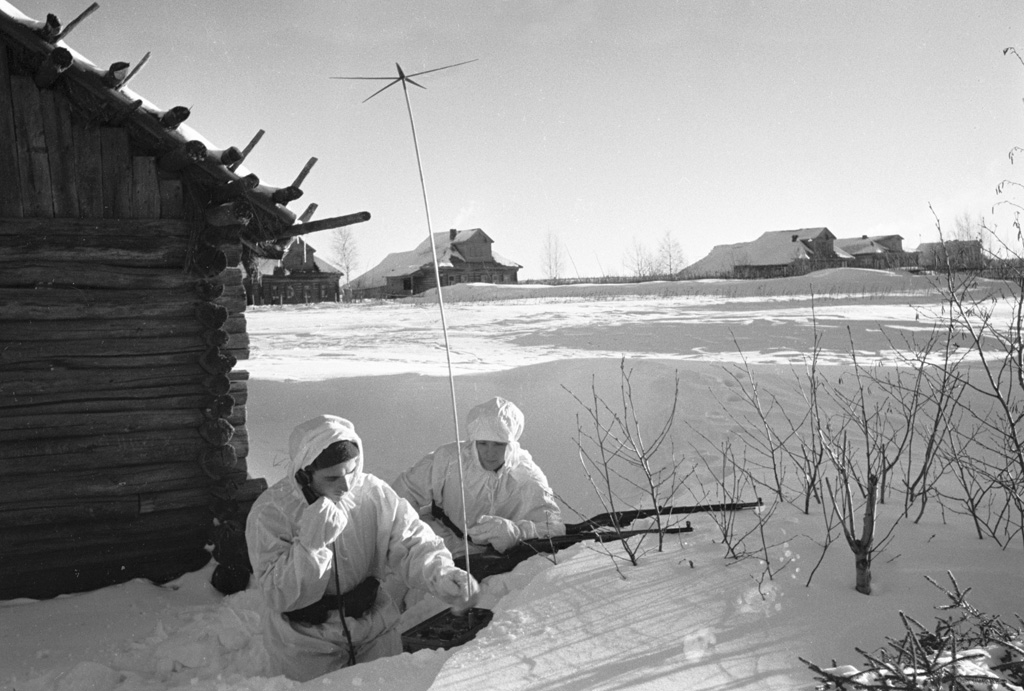
Radiotechnik zařizuje spojení se základnou, prosinec 1941
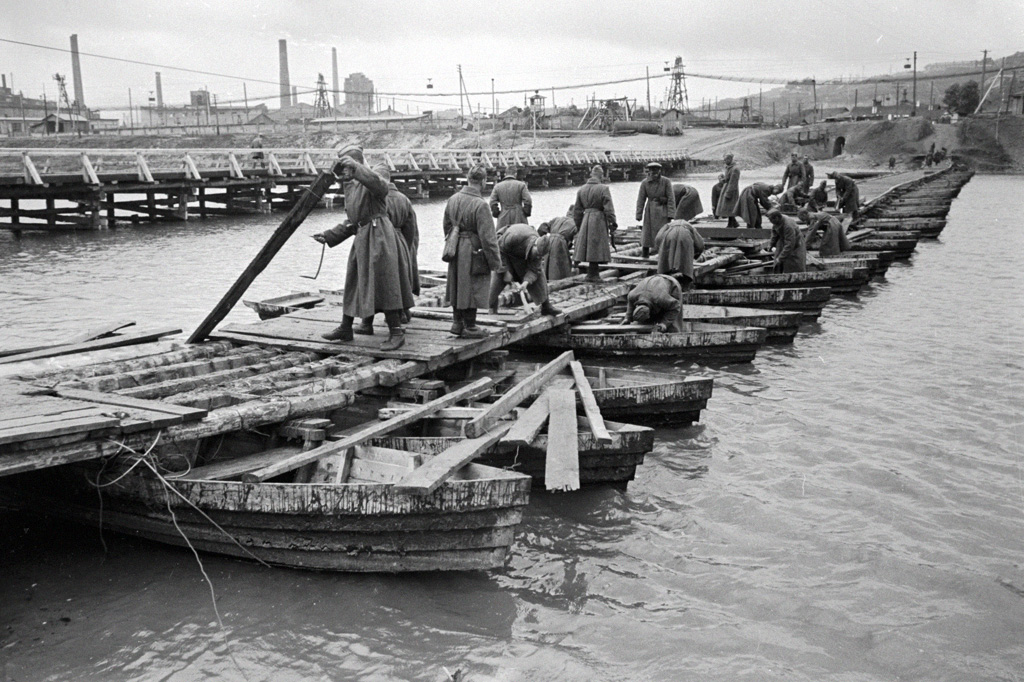
Ženisté staví most přes řeku Severskij Doněc, Ukrajina, Doněcká oblast, srpen 1943
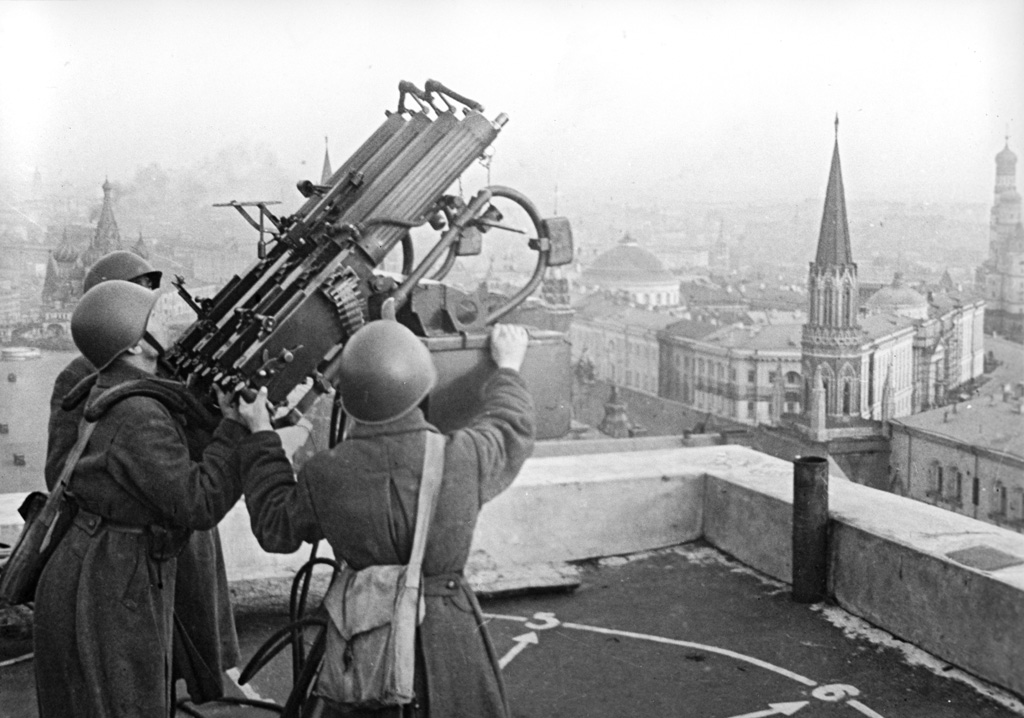
Sovětští protiletadloví střelci na střeše hotelu Moskva. Velká vlastenecká válka (1941–1945).
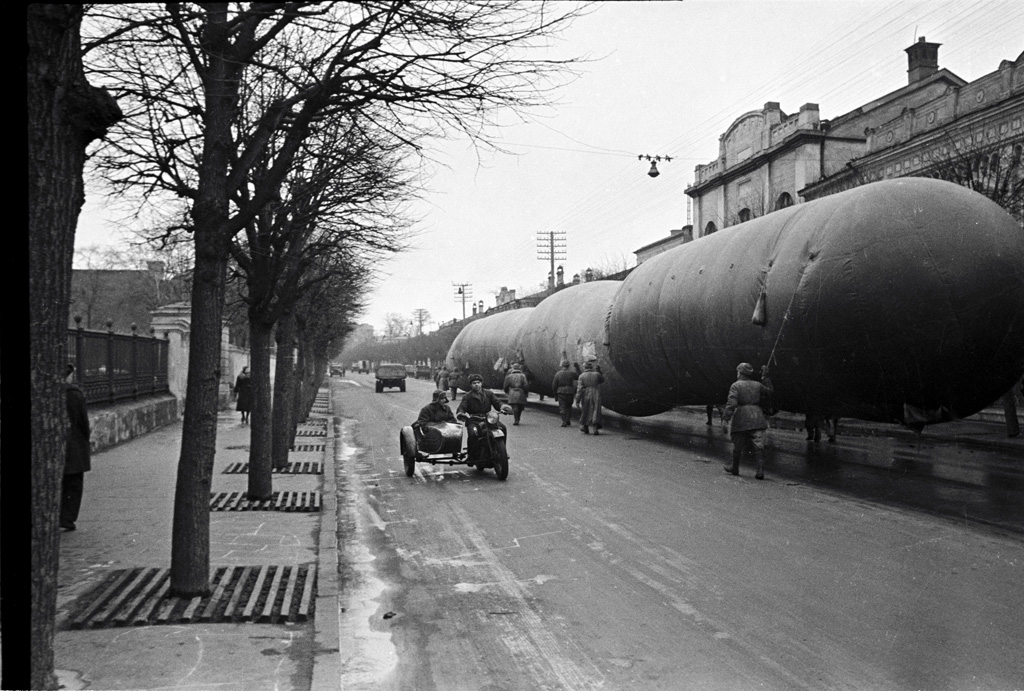
„Nádrže s plynem pro vzdušné balóny“. Standardní sovětské přenosné plynové nádrže o objemu 125 m³ (délka 13 m, průměr 3,65 m) pro plnění vzduchových barikádových balónů plynem. Bolšaja Ordynka, Moskva, SSSR.
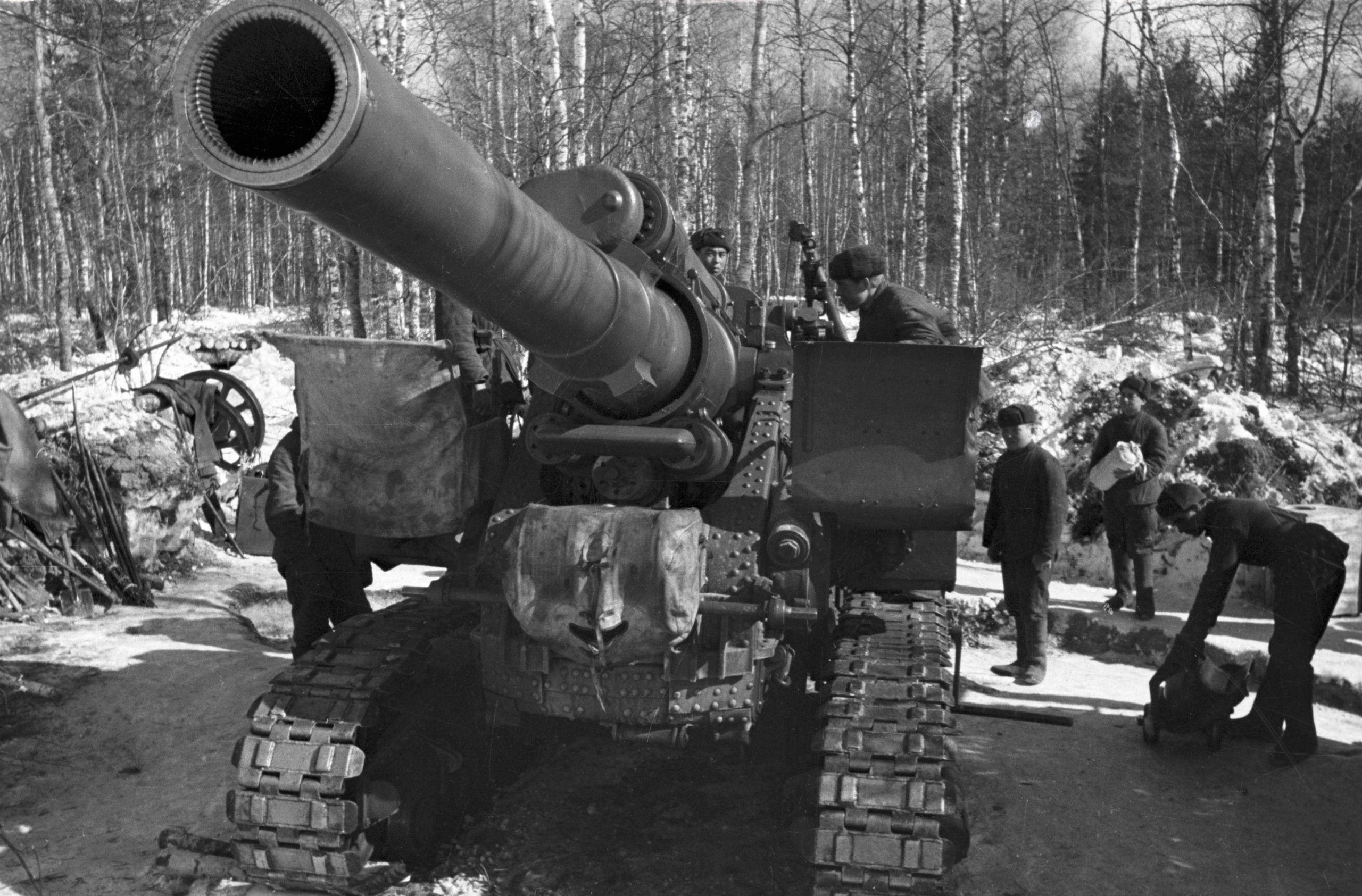
Vojáci sovětské armády střílejí na nepřítele na okraji Moskvy. Rusko, Moskevská oblast